# 6月19日の花嫁
『6月19日の花嫁』（ろくがつじゅうくにちのはなよめ）は、乃南アサによる小説。1998年に『ジューンブライド 6月19日の花嫁』のタイトルで映画化された。

## あらすじ
本来幸せな結婚をするはずの池野千尋が、結婚式を目前に事故で記憶を失った。気がつくと見知らぬ男の部屋に寝かされ、全ての事に混乱する。その後わかったのは、自分が6月19日に結婚する予定だったことだけ。自分の過去を調べていくうちに明らかとなっていく意外な事実、そして事態は思わぬ展開を見せる。記憶を失った花嫁は、予想外の事態に翻弄されながらも少しずつ過去を探っていく。記憶を取り戻すことへの恐怖や、現実を知った時のショックを経験するごとに強くなっていく女の姿を描いている。

## 映画
1998年6月13日公開。配給は松竹。

### キャスト
- 池野千尋：富田靖子
- 原田勝貴：野村宏伸
- 杉崎典夫：保阪尚輝
- 柴野雅美：南野陽子
- 小山佑介：本宮泰風
- 朝川隆：橋龍吾
- 花田佳代子：篠原涼子
- 外村研作：寺脇康文
- 前田一行：椎名桔平
- 風間トオル
- 斉藤由貴
- PENICILLIN

### スタッフ
- 原作：乃南アサ『6月19日の花嫁』（新潮社）
- 監督・脚色：大森一樹
- プロデューサー：宅間秋史、保原賢一郎、田沢連二、椋樹弘尚、阿部敏信
- エグゼクティブプロデューサー：松下千秋、野村芳樹
- 企画：北林由孝、久板順一朗、八木ケ谷昭次
- 企画協力：中川好久
- 音楽：遠藤浩二
- 主題歌：コモドアーズ「STILL」
- 劇中歌
  - PENICILLIN「ロマンス」「make love」　　　
  - 「AFFECTION」（歌・作詞：本宮泰風、作曲：木暮“SHAKÉ”武彦、編曲：五十嵐正彦）
- 撮影：柳島克己
- 美術：山崎秀満
- 録音：林大輔
- 照明：高屋斎
- 編集：池田美千子
- 衣裳：鈴木いづみ
- 助監督：片島章三
- カースタント：アクティブ21
- アクションコーディネーター：釼持誠
- VFX：マリンポスト
- 音響効果：東洋音響カモメ
- MA：東宝サウンドスタジオ
- 現像：IMAGICA
- スタジオ：東映東京撮影所
- 制作協力：ケイファクトリー
- 製作：フジテレビジョン、松竹
- 配給：松竹

### ロケ地
東京都福生市を中心にロケが行われた。映画のエンディングで燃えていたのは、国道16号の新道と旧道の分岐あたりにあった工場跡地。撮影当時は建物があったが、現存していない模様。